# Harald Hammarström
Harald Hammarström (nascido em 1977 em Västerås, Suécia) é um linguista sueco. Atualmente é um professor na Universidade de Uppsala. Hammarström é conhecido por seu trabalho no Glottolog, um banco de dados bibliográfico das línguas do mundo.
Hammarström foi pesquisador no Instituto Max Planck de Ciência da História Humana em Jena, Alemanha e no Instituto Max Planck de Psicolinguística, em Nijmegen, Holanda.
Seus interesses de pesquisa incluem a linguística histórica e a tipologia linguística da América do Sul, África e Melanésia.

## Obras selecionadas
- Handbook of Descriptive Language Knowledge: A Full-Scale Reference Guide for Typologists (2007)
- Unsupervised Learning of Morphology and the Languages of the World (2009)
- Linguistic Diversity and Language Evolution (2016)
- Language Isolates in the New Guinea region (2017)
- A Survey of African Languages (2018)
- An inventory of Bantu languages (2019)